# Dimo Wache
Pour les articles homonymes, voir Dimo (homonymie).
Dimo Wache est un footballeur allemand né le 1er novembre 1973 à Brake en Allemagne. Il évoluait comme gardien de but.

## Biographie
Formé dans les petits club de VfL Brake et VfB Oldenburg, Wache achève sa formation au Bayer 04 Leverkusen entre 1990 et 1992. Il rejoint ensuite le Borussia Mönchengladbach pour trois saisons en tant que troisième gardien.
Avec aucune apparition en trois saisons à Mönchengladbach, il rejoint en 1995 le FSV Mayence 05. Après avoir débuté comme remplaçant, il prend rapidement la place de titulaire pour ne plus la lâcher. Après neuf saisons en Bundesliga 2, il décroche enfin la montée en Bundesliga avec Mayence.
Après trois saisons en Bundesliga, pendant lesquels il est gêné par les blessures, son club retombe en Bundesliga 2 en 2007. Touché par une grave blessure, il ne peut aider son club lors de la saison 2007-08, et doit laisser sa place à Daniel Ischdonat et Christian Wetklo.
Mais malgré son âge, Wache revient en 2008-09, et récupère sa place de titulaire, disputant 34 rencontres et aidant pleinement son club à remonter en Bundesliga. Toutefois pour la saison 2009-10 à l'étage supérieur, il devient troisième gardien derrière Heinz Müller et Christian Wetklo.
Dans le centre de Mayence, il a tenu pendant dix ans un magasin de sport, à commencer par le site Gutenbergplatz, puis à la Römerpassage, pres du Sanctuaire d'Isis et de Mater Magna.

## Carrière
- 1986-1988  :  VfL Brake
- 1988-1990  :  VfB Oldenburg
- 1990-1992  :  Bayer 04 Leverkusen
- 1992-1995  :  Borussia Mönchengladbach
- 1995-2010 :   FSV Mayence 05

## Vie privée
Dimo Wache a préparé son après-carrière en ouvrant sa boutique de sport en collaboration avec la marque Sport 2000 et le club du FSV Mayence 05, qui en a fait une de ses boutiques officielles.
Par ailleurs, Dimo Wache est très connu en Allemagne comme étant l'un des rares sportifs diabétiques en activité.